# 法船寺 (いわき市)
法船寺（ほうせんじ）は、福島県いわき市小名浜下神白に所在する日蓮正宗の寺院。山号は磐城山（いわきさん）。

## 起源と歴史
- 1921年（大正10年） - 磐城教会として建立される。開基は日蓮正宗大石寺第57世法主日正。
- 1974年（昭和49年）8月8日 - 寺号公称する。
- 1988年（昭和63年）11月26日 - 本堂移転新築落慶法要が行われる。

## 所在地
- 福島県いわき市小名浜下神白字三崎96-1

## 寺院周辺
- 福島県立小名浜高等学校
- 福島県立いわき海星高等学校

## 交通アクセス
- 常磐線泉駅より車で15分。